# Phyllodes roseigera
Phyllodes roseigera är en fjärilsart som beskrevs av Butler 1883. Phyllodes roseigera ingår i släktet Phyllodes och familjen nattflyn. Inga underarter finns listade i Catalogue of Life.